# مستحضرات التجميل في كوريا
مستحضرات التجميل في كوريا

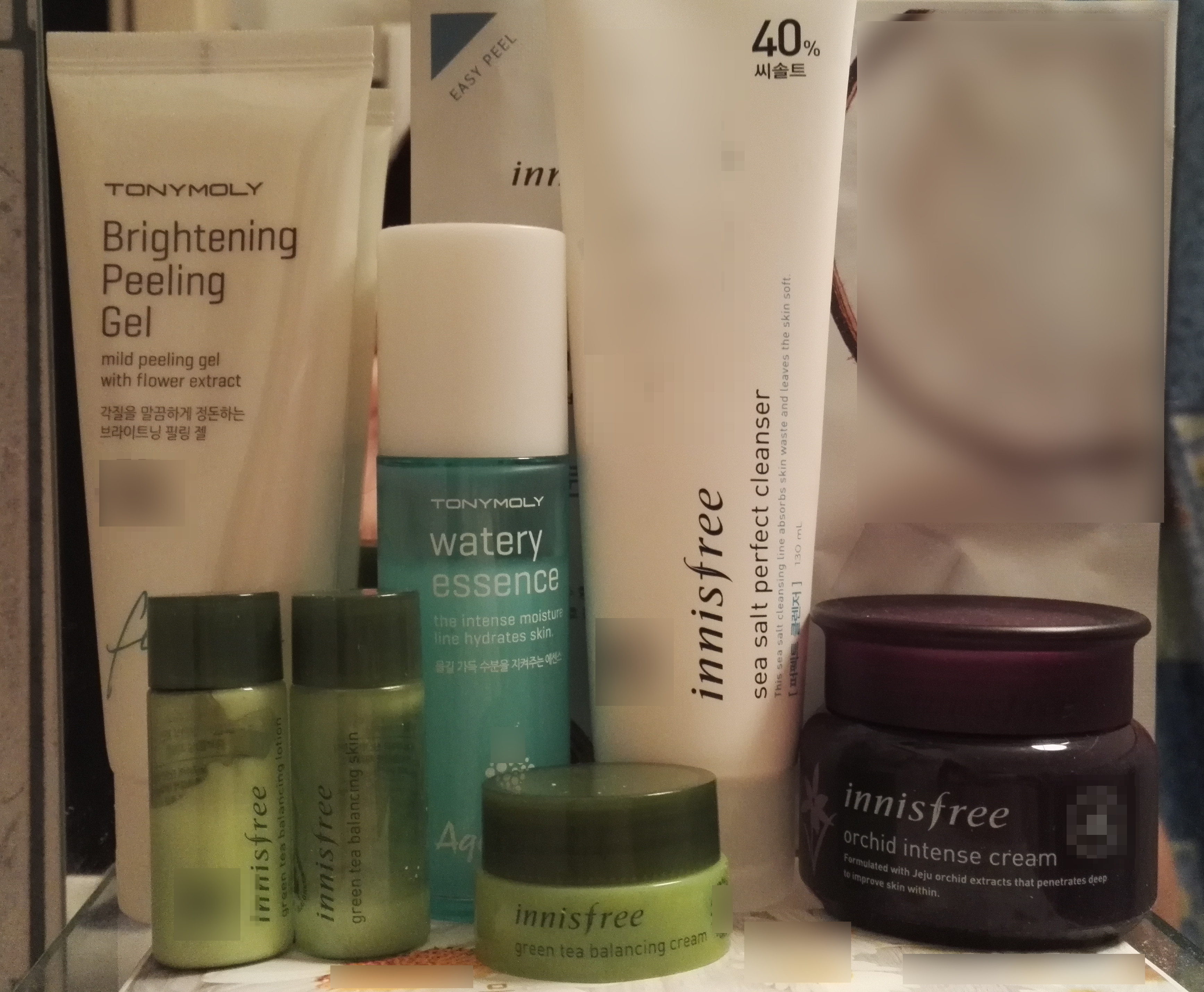
مستحضرات التجميل

لكوريا تاريخ قديم من استخدام مستحضرات التجميل، واليوم هي صناعة مهمة في كوريا الجنوبية.

## تاريخ

### العصور القديمة
تعود سجلات استخدام مستحضرات التجميل في كوريا إلى زمن ممالك كوريا الثلاث، وقد ازدهر استخدام المكياج خلال عهد مملكة غوريو. تُصنع مستحضرات التجميل من المستحضرات المستخرجة من النباتات، بما في ذلك سيقان القرع؛ تحتوي حبة المانجو الأرضية على صابونين وكانت مفيدة للتطهير. استخدمت زيوت الخروع وزيوت الكاميليا زيتًا للشعر. وكانت رائحتهم زكية ولم تكن لزجة. لترطيب الجلد وإضفاء رونق عليه، اسُتخدم زيت القرطم. استُخدمت زيوت المشمش والخوخ لإزالة النمش وبقع الكبد. صُنع مسحوق يدعى «ميبون» أو «بايكبون» من الأرز المطحون والدخن المخلوط بالماء أو الزيت.
أضيفت الروائح إلى مستخلصات الحبوب وغيرها من النباتات، على سبيل المثال من براعم القرنفل المجففة. استُخدم العطر لتخفيف الضغط والتعب. تتضمن موسوعة غيوهاب تشونغسيو، وهي موسوعة نسائية قديمة، أساليب مختلفة لصنع العطور.
ووفقاً لغيوهاب تشونغسو، كان الحاجبان هما السمة الرئيسية في وجه المرأة. يصف العمل عشرة أشكال شعبية للحاجبين. كانت أشكال الهلال أو الصفصاف الأكثر شعبية. وكان الرماد النباتي المادة الخام الأساسية المستخدمة لحبر الحاجبين، والتي كانت النساء ترسم بها حواجبها في أشكال مختلفة. وكانت الألوان الأساسية الأسود، والأزرق، والبني الداكن.
يونجي هو الاسم الكوري لأحمر الشفاه، الذي كان يستخدم لتلوين الشفاه والخدين. يمكن صنعه من القرطم.
في فترة جوسون، كان المكياج الفاخر محظوراً بسبب الكونفوشيوسية. كانت نساء الطبقة العليا ينسخن مكياج وأسلوب الجيسنغ خلال هذه الفترة.

### العصر الحديث
بعد معاهدة كانغهوا في عام 1876، فتحت الموانئ الكورية للتجارة الخارجية وبدأت الأنماط الغربية في التأثير على البلاد. أصبحت أساليب المكياج والمنتجات الجديدة شعبية، وتحفزت ثقافة مستحضرات التجميل في كوريا وحدث تمكين الإنتاج والاستهلاك على نطاق واسع.
كان «باكغابون»، الذي يعني مسحوق بارك، أول منتج ضخم لمستحضرات التجميل في كوريا. كان أول مسحوق وجه كوري وكان الأكثر مبيعًا من 1916 إلى 1930. غير أن المبيعات انخفضت بسرعة بسبب محتواه من الرصاص، وأُطلقت منتجات مماثلة بسرعة.
```
أصبحت كوريا مستعمرة يابانية في عام 1910، هيمنت عليها مستحضرات التجميل اليابانية وفشلت مستحضرات التجميل الكورية بالتطور في عشرينيات القرن الماضي. بعد خروج البلاد عن السيطرة اليابانية، زادت الحرب الكورية التي بدأت في عام 1950 من الاضطراب في الاقتصاد. وأخيرًا، حوالي عام 1961، بدأت صناعة مستحضرات التجميل الكورية تزدهر بعد سن قانون يحظر بيع منتجات البلدان الأخرى.
[
2
]
```

وفي نهاية عام 2010، حظرت كوريا الجنوبية مستحضرات التجميل التي أجريت عليها تجارب على الحيوانات.

## مستحضرات التجميل والعناية بالبشرة في الثقافة الكورية الجنوبية
يركز الشعب الكوري على العناية بالبشرة تحت تأثير البرامج التلفزيونية والإعلانات والتقاليد. فالكوريون يقدِّرون جدًا بشراتهم المشرقة، تميل النساء الكوريات إلى تغيير نظام رعايتهم للجمال بحسب الموسم. يستخدمون أنواعاً مختلفة من المرطبات مثل الكريم لتشديد المسام (كريم BB، بلسم العيوب أو بلسم التجميل) والمستحضرات لتفتيح البشرة (كريم CC أو تصحيح اللون أو التحكم في اللون).
يضع عمومًا الكوريون المكياج كل يوم لأنه يوفر الحماية من أشعة الشمس، وهذا مصدر قلق رئيسي.ومن المجالات الرئيسية التي تركز عليها العناية بالبشرة الكورية تفتيح البشرة، وهذا هو السبب أن العديد من مستحضرات التجميل الكورية لها خصائص مشرقة. تفتيح الجلد ليس هو نفس تبييض الجلد، المعروف أيضًا باسم تبييض الجلد، وهو تقليل الميلانين في الجلد. بدلًا من ذلك، يركز تفتيح الجلد على علاج فرط التصبغ.
ومن أجل تحقيق لون بشرة متجانس بشكل مثالي، تذهب النساء الكوريات إلى إجراء روتين العناية بالبشرة اليومي من 8 إلى 10 خطوات. من الناحية التقليدية، تشمل هذه الإجراءات الروتينية الشاملة مزيل مكياج، وتنظيفًا مزدوجًا (على سبيل المثال تطهير متتال بالزيت والماء)، وتقشير، وتونر، وخلاصة (مركّزات ترطيب خفيفة الوزن)، والمعالجات (المعززات، والأمصال، والأمبولات)، وأقنعة رقائق (رقائق قطنية رقيقة تغمر في تركيبة سائلة تدعي أنها ترطب وتسطع وحتى تعالج الخطوط الدقيقة)، وكريمات العين، والمرطب، والواقي من الشمس.
يهتم الرجال الكوريون أيضًا بالعناية بالبشرة. يستخدم البعض كريم BB أو CC. تركز مستحضرات التجميل المصنوعة خصيصًا للرجال في كوريا الجنوبية على تهدئة الجلد بعد الحلاقة يوميًا.
1. ↑  "Tracing history of cosmetics". koreatimes (بالإنجليزية). 31 Jan 2013. Archived from the original on 2021-06-28. Retrieved 2021-06-24.
2. 1 2 3 4 5 6 7 8  "Tracing history of cosmetics". the koreatimes. مؤرشف من الأصل في 2021-10-10. اطلع عليه بتاريخ 2016-11-01.
3. ↑  Korea Law Translation Center: COSMETICS ACT (Article 15-2), Korea Legislation Research Institute. نسخة محفوظة 11 يوليو 2021 على موقع واي باك مشين.
4. 1 2  Lee، Sue. "The Korean way to pretty skin". مؤرشف من الأصل في 2023-07-20. اطلع عليه بتاريخ 2016-11-30.
5. 1 2  March، Bridget (22 يونيو 2017). "The Korean skincare routine, explained". UK Cosmospolitan. مؤرشف من الأصل في 2022-01-10.
6. ↑  Shaw Brown، Genevieve. "Move Over BB Cream, Here Comes CC". abc news. مؤرشف من الأصل في 2021-04-12. اطلع عليه بتاريخ 2016-11-30.
7. ↑  Li، Eric P. H.؛ Hyun Jeong Min؛ Belk، Russell W. (2008). "Skin Lightening and Beauty in Four Asian Cultures" (PDF). Advances in Consumer Research. Association for Consumer Research, University of Minnesota Duluth. ج. 35: 444–49. مؤرشف من الأصل (PDF) في 2021-05-12.
8. ↑  Fujita، Akiko (مايو 2013). "South Korean Men Cosmetics-Crazed". ABC news. مؤرشف من الأصل في 2021-01-17. اطلع عليه بتاريخ 2016-11-30.